# Гостун
Гостун — вождь племен оногурів (гунів), князь (каган) булгарських племен.
Один з булгарських правителів, перерахованих в «Іменнику булгарських правителів». Це єдине джерело, де він згадується, як намісник династії Ермі в гунсько-аварському каганаті.
Гостун правив 2 роки, після Ернака (Ірника) та перед Кубратом. Більшість сучасних істориків визначають період його правління як 628—630 або 603—605 роки.
Деякі дослідники ідентифікують Гостуна з іншими князем Органом — дядьком Кубрата, дехто відкидає такий зв'язок.